# Dreifrankenstein

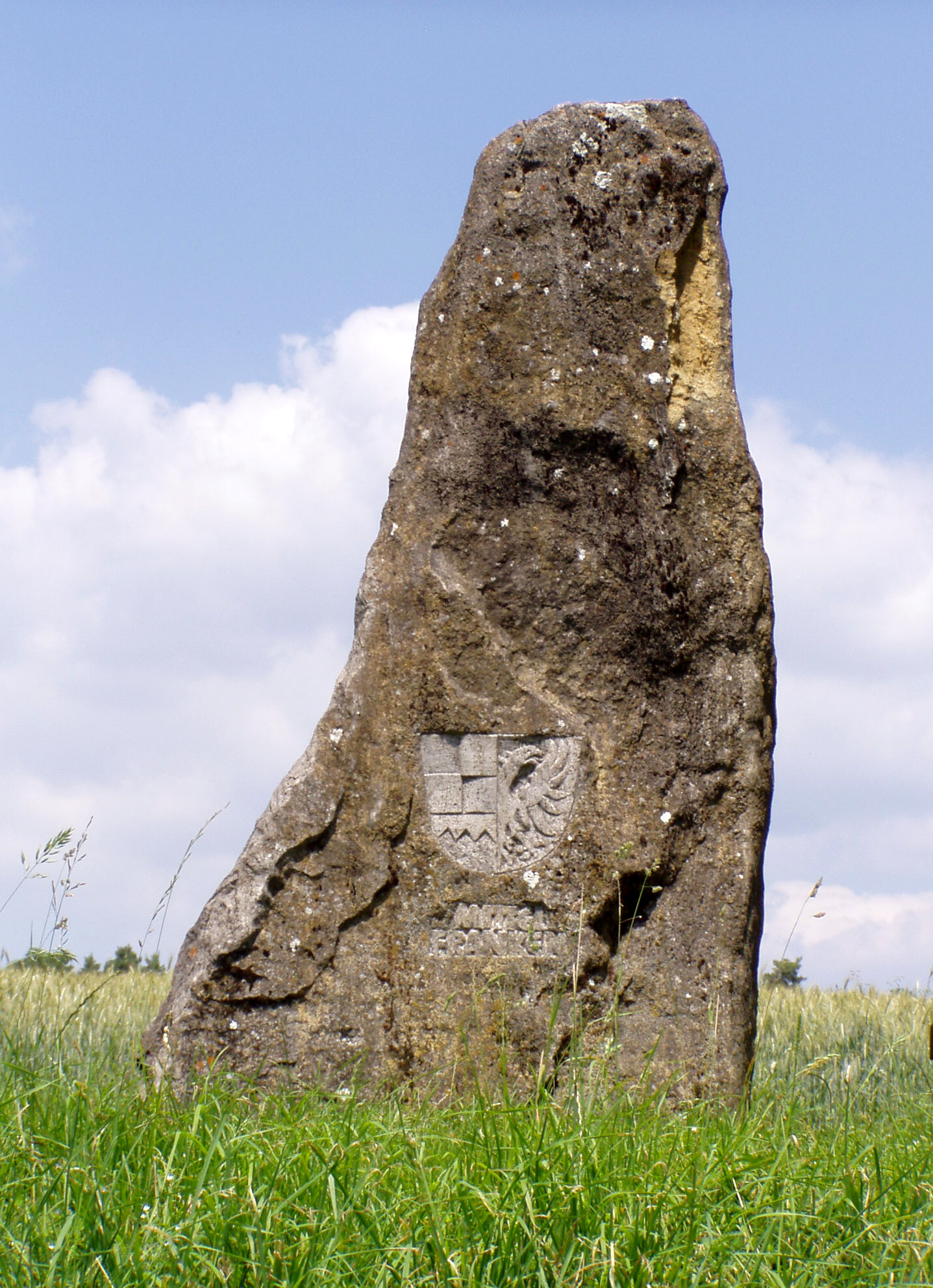
A nova Dreifrankenstein com as armas da Média Francónia

Dreifrankenstein é um marco de fronteira na Baviera, na Alemanha, que marca a tríplice fronteira entre as regiões administrativas alemãs da Baixa Francónia, Média Francónia e Alta Francónia. Está assinalado por um bloco errático.
Na sequência das reformas regionais de 1972, o limite entre estas regiões (Regierungsbezirk) foi modificado e agora há dois marcos diferentes: uma antiga Dreifrankenstein e uma nova, 7 km a sudeste.
O termo Dreifrankenstein significa na língua alemã "pedra das três Francónias".

## Antiga Dreifrankenstein
Erigida em 1892, a antiga Dreifrankenstein (em alemão:  Alter Dreifrankenstein) é uma coluna de arenito de 1,35 m de altura, situada num bosque no território de Sandhügel, algumas centenas de metros a oeste de Kleinbirkach, na área da vila de Ebrach.

## Nova Dreifrankenstein

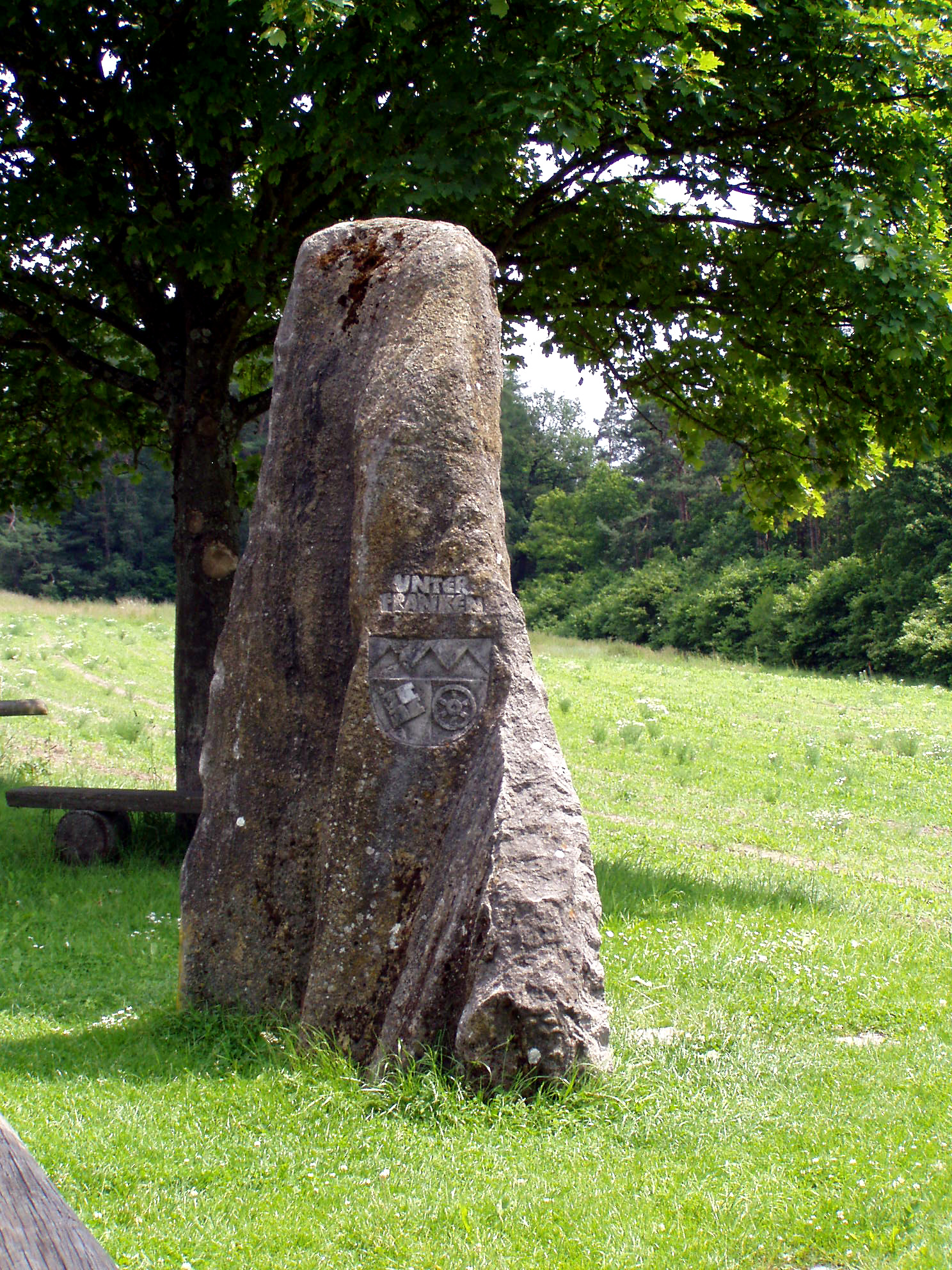
A nova Dreifrankenstein, com o brasão da Baixa Francónia.

A nova Dreifrankenstein (em alemão:  Neuer Dreifrankenstein) foi erguida em 1979, depois da alteração dos limites regionais de 1972. Trata-se de um bloco errático em Muschelkalk, de 2,80 m de altura. Está situada na floresta de Steiger, a sudoeste de Heuchelheim (Schlüsselfeld, Alta Francónia), a noroeste de Freihaslach (Burghaslach, Média Francónia e a leste de Sixtenberg (Geiselwind, Baixa Francónia).
As armas de cada uma das regiões estão gravadas nos três lados da pedra.